# Hewettit
Hewettit (IMA-Symbol Hew) ist ein selten vorkommendes Mineral aus der Mineralklasse der „Oxide und Hydroxide“ mit der idealisierten chemischen Zusammensetzung CaV6O16·9H2O und damit chemisch gesehen ein wasserhaltiges Calcium-Vanadat. Hewettit kristallisiert im monoklinen Kristallsystem und gehört strukturell zu den V[5,6]-Vanadaten und dort zu den Phyllovanadaten (Schichtvanadaten), die aufgrund ihrer chemischen Verwandtschaft der Klasse der Oxide zugerechnet werden.
Die Typlokalität des Hewettits ist die 30 km nordwestlich von Huayllay und 40 km südwestlich von Cerro de Pasco gelegene Vanadium-Lagerstätte der „Ragra Mine“ („Minasragra“) (Koordinaten der V-Lagerstätte Minasragra) im Distrikt Huayllay, Provinz Pasco, Region Pasco (bis 1944 im Departamento Junín), Peru.
Ursprünglich fand sich das Mineral an seiner Typlokalität hauptsächlich in Form von klumpigen und knolligen Aggregaten bis zur Größe eines kleinen Apfels. Später wurde es auch in Füllungen von Bruchspalten und Klüften, in Überzügen und Krusten aus Fasern oder in mikroskopisch kleinen Nadeln beobachtet. Neuere Funde aus anderen Lagerstätten zeigen nadelige und faserige, parallel [010] miteinander verflochtene Kristalle bis zu 2 cm Länge.

## Etymologie und Geschichte

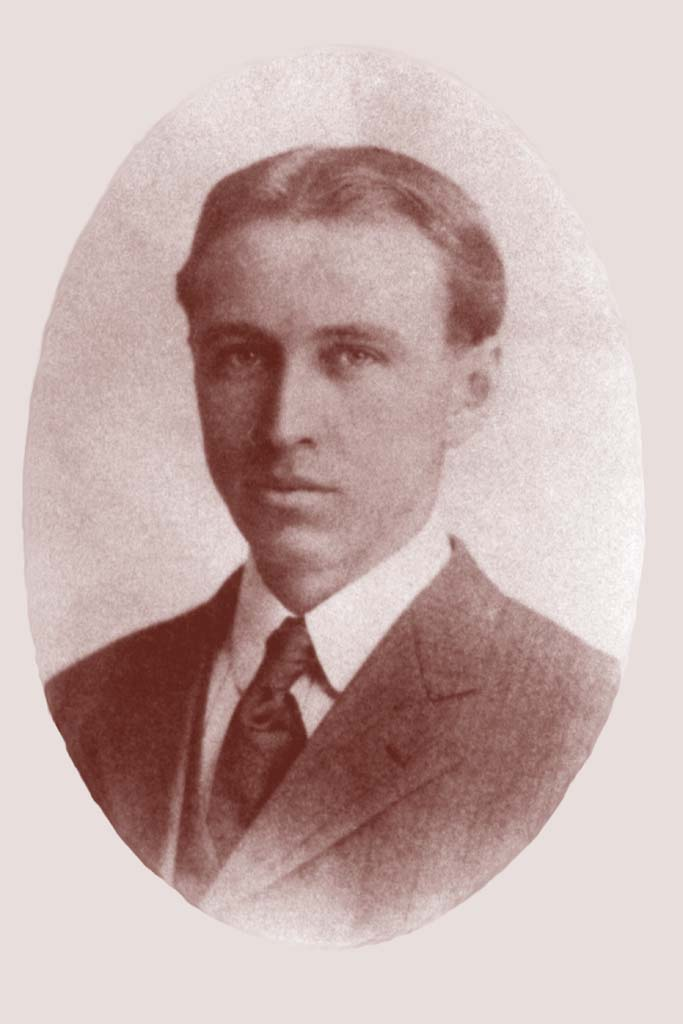
D. Foster Hewett entdeckte die Vanadium-Lagerstätte „Minas Ragra“ und untersuchte als Erster deren Minerale. Ihm zu Ehren wurde das Mineral Hewettit benannt.

Am 20. November 1905 entdeckte eine Expedition des United States Geological Survey unter Führung von Donnel Foster Hewett sowie José J. Bravo auf dem Gebiet der Hacienda Quisque bei Cerro de Pasco in Peru die Minas Ragra – die sich später als die weltweit größte Vanadium-Lagerstätte erweisen sollte. Hewett untersuchte auch als Erster die Mineralogie der Lagerstätte und veröffentlichte dazu mehrere Arbeiten. Unter den von ihm beobachteten und mit in die USA gebrachten Mineralen war auch eines, welches zur Zeit seines Aufenthaltes in Minas Ragra relativ häufig war und sich oberflächennah gebildet hat.
Mehrere Jahre später untersuchte William Francis Hillebrand erneut das Material, welches Hewitt aus Peru mit in die Vereinigten Staaten gebracht hatte. Neben der ersten Beschreibung der beiden Minerale Pascoit und Metahewettit gelang dabei auch die Bestimmung eines weiteren neuen Minerals. Im Jahre 1914 erfolgte die wissenschaftliche Erstbeschreibung aller drei Minerale durch eine Team aus US-amerikanischen Mineralogen und Chemikern mit William Francis Hillebrand, Herbert Eugene Merwin und Fred E. Wright im US-amerikanischen Wissenschaftsmagazin „Proceedings of the American Philosophical Society“. Das von Hewitt in „Minas Ragra“ nur oberflächennah angetroffene Mineral wurde von den Autoren Hewettit (englisch Hewettite) genannt. Sie benannten es nach seinem Entdecker, dem US-amerikanischen Geologen und Mineralogen Donnel Foster Hewett (24. Juni 1881 bis 5. Februar 1971),
„… who has done so much to make the Minasragra occurrence known“ (deutsch „… der so viel für das Bekanntwerden des Vorkommens Minasragra getan hat“).
Das Typmaterial für Hewettit wird in der Sammlung des zur Smithsonian Institution gehörenden National Museum of Natural History, Washington, D.C., USA, (Katalognummer NMNH-87459) aufbewahrt. Aufgrund der Entdeckung und Erstbeschreibung vor 1959 zählt Hewettit zu den Mineralen, die von der International Mineralogical Association (IMA) als Grandfathered bezeichnet werden.

## Klassifikation
Bereits in der veralteten 8. Auflage der Mineralsystematik nach Strunz gehörte der Hewettit zur Mineralklasse der „Oxide und Hydroxide“ und dort zur Abteilung der „Hydroxide“, wo er zusammen mit Rossit die „Rossit-Hewettit-Gruppe“ mit der System-Nummer IV/F.09 und den weiteren Mitgliedern Barnesit, Corvusit, Fernandinit, Grantsit, Hendersonit, Metahewettit und Metarossit innerhalb der Familie der Vanadin-Hydroxide bildete.
Im zuletzt 2018 überarbeiteten und aktualisierten Lapis-Mineralienverzeichnis nach Stefan Weiß, das sich aus Rücksicht auf private Sammler und institutionelle Sammlungen noch nach dieser alten Form der Systematik von Karl Hugo Strunz richtet, erhielt das Mineral die System- und Mineral-Nr. IV/G.12-40. In der „Lapis-Systematik“ entspricht dies der Abteilung „Vanadiumoxide (Polyvanadate mit V4+/5+)“, wo Hewettit zusammen mit Barnesit, Grantsit, Hendersonit, Hewettit und Metahewettit die unbenannte Gruppe IV/G.12 bildet.
Die von der International Mineralogical Association (IMA) zuletzt 2009 aktualisierte 9. Auflage der Strunz’schen Mineralsystematik ordnet den Hewettit in die ebenfalls in die Abteilung der „V[5,6]-Vanadate“ ein. Diese ist allerdings weiter unterteilt nach der Struktur der Vanadatkomplexe, so dass das Mineral entsprechend seinem Aufbau in der Unterabteilung „Schichtvanadate (Phyllovanadate)“ zu finden ist, wo es zusammen mit Metahewettit die „Hewettitgruppe“ mit der System-Nr. 4.HE.15 bildet.
In der vorwiegend im englischen Sprachraum gebräuchlichen Systematik der Minerale nach Dana hat Hewettit die System- und Mineralnummer 47.03.01.01. Dies entspricht der Klasse der „Phosphate, Arsenate und Vanadate“ und dort in der Abteilung der „Vanadium-Oxysalze“. Hier ist er als Namensgeber der „Hewettitgruppe“ mit der System-Nr. 47.03.01 und den weiteren Mitgliedern Barnesit, Grantsit, Hendersonit und Metahewettit innerhalb der Unterabteilung „Vanadium-Oxysalze (wasserhaltig)“ zu finden.

## Chemismus
Die erste nasschemische Analyse an Hewettit von der Typlokalität lieferte 68,19 % V2O5; 1,21 % V2O4; 1,56 % MoO3; 7,38 % CaO; 0,15 % Na2O; 21,33 % H2O (total) sowie 0,11 % Fe2O3 und 0,17 unlösliche Bestandteile (Summe 100,10 %), woraus Hillebrand und Kollegen die (auch heute noch gültige) idealisierte Formel CaO·3V2O5·9H2O bzw. CaV6O16·9H2O ermittelten. Diese Formel verlangt Gehalte von 71,43 % V2O5; 7,34 %CaO und 21,23 % H2O (Summe 100,00 %).
Im Jahre 1937 ermittelte Waldemar Theodore Schaller an einem ebenfalls aus Minas Ragra stammenden Hewettit die Zusammensetzung 71,20 % V2O5; 0,43 % V2O4; 0,99 % MoO3; 7,15 % CaO und 21,04 % H2O (Summe 100,81 %), die auch heute noch als Standardanalyse für Hewettit zitiert wird.
Hewettit ist eines von zwölf durch die IMA anerkannten Mineralen mit der Elementkombination Ca–V–O–H. Zu den anderen gehören Calciodelrioit, Ca(VO3)2·4H2O; Hendersonit, (Ca,Sr)1,3V6O16·6H2O; Hydropascoit, Ca3(V10O28)·24H2O; Melanovanadit, Ca(V5+,V4+)4O10·5H2O; Metahewettit, CaV6O16·3H2O; Metarossit, Ca(V2O6)·2H2O; Pandorait-Ca, CaV4+5V5+2O16·3H2O; Pascoit, Ca3(V10O28)·17H2O; Pintadoit, Ca2(V2O7)·9H2O; Rossit, Ca(VO3)2·4H2O; und Simplotit, CaV4+4O9·5H2O.
Metahewettit, CaV6O16·3H2O, ist das kristallwasserärmere Analogon des deutlich kristallwasserreicheren Hewettits. Barnesit, (Na,Ca)V6O16·3H2O, ist das Na-Ca-dominante Analogon und Hendersonit, (Ca,Sr)1,3V6O16·6H2O, das Ca,Sr-dominante Analogon zum Ca-dominierten Hewettit – allerdings ist Hewettit deutlich kristallwasserreicher.

## Kristallstruktur
Hewettit kristallisiert im monoklinen Kristallsystem in der Raumgruppe P21/m (Raumgruppen-Nr. 11) mit den Gitterparametern a = 12,290 Å, b = 3,590 Å, c = 11,174 Å und β = 97,24° sowie einer Formeleinheit pro Elementarzelle.
Bereits Armin Weiss und Kollegen haben 1961 darauf hingewiesen, dass der wasserreichere Hewettit und der wasserärmere Metahewettit reversibel ineinander übergeführt werden
können, und dass diese Änderung des Hydratwassergehaltes mit einer eindimensionalen innerkristallinen Quellung verbunden ist. Die Autoren führen dieses Phänomen darauf zurück, dass diese Vanadate eine Schichtstruktur haben müssen.
Hewettit gehört zu einer Gruppe von Mineralen, die als von Chemikern als „Vanadiumbronzen“ klassifiziert.
| Kristallstruktur von Hewettit |
| - räumliche Darstellung in der kristallographischen Standardausrichtung - mit Blickrichtung parallel zur a-Achse - mit Blickrichtung parallel zur b-Achse - mit Blickrichtung parallel zur c-Achse |
| Farblegende: _ V 0 _ Ca 0 _ O |

In der Kristallstruktur des Hewettits (vergleiche dazu die nebenstehende Strukturdarstellungen) treten tetragonale V[4+1]-Pyramiden über gemeinsame Kanten zu [V2O6]2−-Ketten ähnlich wie in Munirit zusammen. V[6]-Oktaeder mit gemeinsamen Kanten und Ecken bilden [V4O12]-Zweierketten wie in Ag3V4O12. Die Ketten sind über gemeinsame Ecken zu [V6O16]-Schichten  parallel (001) verknüpft. Die Wiederholungslänge der Ketten beträgt 3,65 Å.
Die Schichtstruktur stimmt vollständig mit der von Li3V6O19, der Holotyp-Vanadiumbronze, überein. Sie ist relativ starr und behält ihre Integrität in allen Strukturen der Minerale der Hewettit-Gruppe bei.

## Eigenschaften

### Morphologie
An seiner Typlokalität fand sich das Mineral hauptsächlich in Form von klumpigen und knolligen Mineral-Aggregaten bis zur Größe eines kleinen Apfels.
Diese Aggregate bestehen aus mikroskopisch kleinen Kristallen mit multiplem Wachstum, wobei die Längsachsen der Kristalle entweder nahezu parallel sind oder eine spiralförmige Verdrehung aufweisen. Die größten Kristalle erreichen Abmessungen von lediglich 100 × 8 × 3 µm. Edward Dwornik und Malcom Ross fanden bei Untersuchungen von Hewettit-Kristallen mit dem Rasterelektronenmikroskop einen charakteristisch faserigen Habitus nicht unähnlich dem von asbestförmigem Serpentin (Chrysotil), wobei die Fasern röhrenförmig ausgebildet sein können.
Ferner wurde Hewettit auch in Füllungen von Bruchspalten und Klüften, in Überzügen und Krusten aus Fasern oder in mikroskopisch kleinen Nadeln beobachtet. Neuere Funde aus anderen Lagerstätten zeigen nadelige und faserige, parallel [010] miteinander verflochtene Kristalle bis zu 2 cm Länge. Auch in radialstrahligen und büschelförmigen Aggregaten aus dünnen, nadeligen Kristallen.

### Physikalische und chemische Eigenschaften
Die Aggregate und Kristalle des Hewettits sind tiefrot (mahagonirot) und verfärben sich nach Lichteinwirkung schokoladenbraun. Die Strichfarbe des Hewettits wird mit bräunlichrot angegeben. Die Oberflächen der durchsichtigen Kristalle zeigen einen charakteristischen seiden- bis diamantartigen Glanz. Hewettit besitzt entsprechend diesem Glas- bis Diamantglanz eine hohe bis sehr hohe Lichtbrechung (nα = 1,770; nβ = 2,180; nγ = 2,350 bis 2,400) und eine sehr hohe Doppelbrechung (δ = 0,580 bis 0,630). Der optisch zweiachsig negative Hewettit weist einen „mittelgroßen“ optischen Achsenwinkel 2V von 64° auf. Im durchfallenden Licht ist er rot bis orangefarben mit einem starken Pleochroismus von X = Y = gelborangefarben nach Z = dunkelrot.
Angaben zur Spaltbarkeit, Bruch und Tenazität für Hewettit fehlen. Hewettit ist „extrem weich“, was einer Mohshärte von vermutlich 1 bis 2 entspricht. Damit gehört er zu den weichen Mineralen, die sich ähnlich gut wie die Referenzminerale Talk (Härte 1) und Gips (Härte 2) mit dem Fingernagel schaben oder ritzen lassen. Die gemessene Dichte für natürliche Hewettit-Kristalle beträgt 2,51 bis 2,61 g/cm³, die berechnete Dichte wurde mit 2,67 g/cm³ ermittelt.
Hewettit fluoresziert weder im lang- noch im kurzwelligen UV-Licht.
Hewettit ist schwach in Wasser, H2O, löslich und schmilzt leicht unter Bildung einer tiefroten Flüssigkeit. Bei Erhitzung findet ein Wasserverlust statt, der mit mehreren Farbwechseln durch verschiedenen Brauntöne bis zu bronzefarben einhergeht. Wird das dehydrierte Mineral Feuchtigkeit ausgesetzt, nimmt es nur einen Teil der originalen Menge an Wasser auf und zeigt keinen Farbwechsel.
Wenn das Mineral nicht in feuchter Umgebung aufbewahrt wird, tritt auch ohne Erhitzung leicht ein Wasserverlust von 6H2O ein, bis die chemische Zusammensetzung der Phase CaV6O16·3H2O („Metahewettit“) erreicht ist.

## Bildung und Fundorte
Als seltene Mineralbildung wurde der Hewettit bisher (Stand 2019) von circa sechzig Fundpunkten beschrieben. Die Typlokalität für Hewettit ist die 30 km nordwestlich von Huayllay und 40 km südwestlich von Cerro de Pasco gelegene Vanadium-Lagerstätte der „Ragra Mine“ („Minasragra“, „Minas Ragra“) im District Huayllay, Provinz Pasco, Region Pasco (bis 1944 im Departamento Junín), Peru.
„Minas Ragra“ gehört zu den Asphalt- bzw. Bitumenvorkommen, die mesozoischen Sedimenten eingelagert sind und im weitesten Sinne als metamorphe organische Substanz aufzufassen sind. „Minas Ragra“, die größte dieser Lagerstätten in den Anden, stellt eine trichterförmige Bildung dar, die in ihrem zentralen Teil aus Koks besteht, welcher derbe Partien feinkörnigen Patrónits enthält, der von Quisqueit umgeben ist. Der Quisqueit ist eine vanadiumreiche, braunkohlenähnliche Masse, die in graue Schiefer übergeht. Reicherze aus der Oxidationszone von „Minas Ragra“ enthalten bis zu 20 % V2O5. Patrónit, ein Vanadiumsulfid mit der Formel VS4, hat in „Minas Ragra“ ebenfalls seine Typlokalität. Das Nebengestein der „Minas Ragra“ wird von Tonschiefern, Sandsteinen und cretazischen dünnbankigen Kalksteinen gebildet.
Das Vanadium ist in „Minas Ragra“ an vanadiumführende Kohlenwasserstoffe (Bitumen, Asphalt etc.) gebunden. Das Bitumen von „Minas Ragra“ stellt eine stark schwefelhaltige Varietät (Quisqueit) dar, in dem Vanadium Segregationen in Form von Einschlüssen und Gängchen des Vanadiumsulfids Patrónit bildet. Untersuchungen des Bitumens haben gezeigt, dass es aus unterschiedlichen Phasen mit variierenden Schwefelgehalten besteht, die möglicherweise sukzessive Perioden von Kohlenwasserstoff-Mobilisierung anzeigen.
Bereits ein Jahr nach der Entdeckung im Jahre 1905 war die Lagerstätte unter der Vanadium Corporation of America aufgewältigt und entwickelte sich zum weltweit führenden Vanadium-Lieferanten. Im Jahre 1914 kamen 75 % aller weltweit geförderten Vanadiumerze aus „Minas Ragra“ in Peru. Später war Vanadium lediglich Beiprodukt des Uranbergbaus – das wichtigste Uran-Erzmineral war Carnotit. Im Jahre 1955 wurde das Bergwerk abgeworfen.
Hewettit ist ein typisches Sekundärmineral und bildete sich an seiner Typlokalität in der Oxidationszone der Lagerstätte als Alterationsprodukt von Patrónit. An anderen Fundstellen, so in den Uran-Vanadium-Lagerstätten im Bereich des „Colorado-Plateaus“, wird er in den Carnotit-haltigen Sandsteinen gefunden und stellt dort ein Alterationsprodukt weniger stark oxidierter Vanadiumminerale dar.
An seiner Typlokalität wird Hewettit nur von Pascoit und Resten des ursprünglichen Vorläuferminerals Patrónits begleitet. Typische Begleitminerale in den Lagerstätten und Vorkommen des „Colorado-Plateaus“ sind Metahewettit, Corvusit, Montroseit, Rauvit, Steigerit, Fervanit, Navajoit, Carnotit und Tyuyamunit. Als weitere Parageneseminerale wurden u. a. Opal, Gips, Roscoelith, Goldquarryit, Baryt, carbonatreicher Fluorapatit, Kazakhstanit und Fluellit identifiziert.

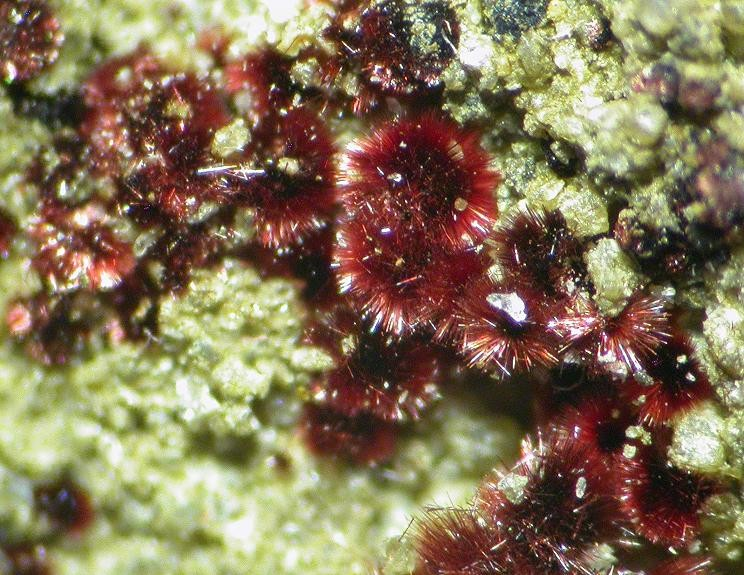
Tiefrote Büschel aus Hewettit-Kristallen aus der „Vanadium Queen Mine“ im La Sal Creek Canyon, Utah, USA (Sichtfeld: 2 mm)

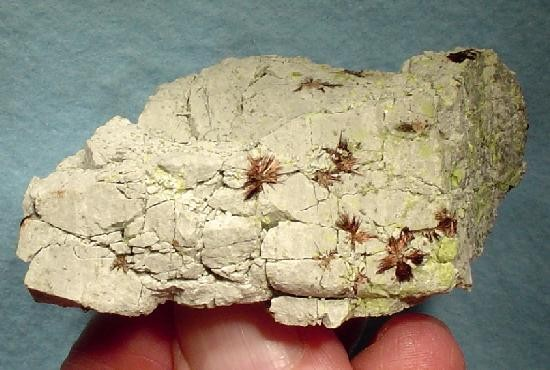
Radiale Hewettit-Aggregate aus der „Gold Quarry Mine“ (Maggie Claims), Maggie Creek District, Eureka Co., Nevada, USA (Größe: 6,1 cm × 5,9 cm × 2,7 cm)

Neben der Typlokalität existieren noch zahlreiche weitere Fundstellen für Hewettit. Zu ihnen zählen:
- die Jabagly-Berge (vgl. Naturreservat Aksu-Jabagly) im Talas-Alatau, Provinz Schambyl, Kasachstan[29]
- die Lagerstätte „Kurumsak V“ bei Aksumbe und die Lagerstätte „Balasauskandyk V“, beide im Karatau, Südkasachstan bzw. Türkistan, Kasachstan
- das Monument Valley im White Canyon-Monument Valley District, Apache County und Navajo County, Arizona, USA[30]
- die Carrizo Mountains (Carrizo Range) im Apache Co., Arizona, USA
- die Lukachukai Mountains im Apache Co., Arizona, USA
- die „Monument No. 2 Mine“ beim Monument No. 2 Channel, Yazzi Mesa, Monument Valley, Apache Co., Arizona, USA
- die „Gallagher Vanadium & Rare Minerals Corporation Mine“ (auch „Gallagher Vanadium Property“, „Bradsher Mine“, „Stella Mine“, „Vogel Mine“ oder „Buena Vista Mine“), Tombstone District, Tombstone Hills, Cochise Co., Arizona, USA
- die „Mitten No. 2 Mine“ beim Monument No. 1 Channel im Mystery Valley, Monument Valley, Navajo Indian Reservation, Navajo Co., Arizona, USA
- die „Monument No. 1 Mine“ beim Monument No. 1 channel, Mystery Valley, Monument Valley, Navajo Indian Reservation, Navajo Co., Arizona, USA
- der „North Wilson Pit“ und der „T Pit“ der „Union Carbide Mine“ bei Wilson Springs (Potash Sulfur Springs), Garland County Arkansas, USA
- die „Packrat Mine“ bei Gateway im Gateway District, beide im Mesa County, Colorado, USA[31]
- die „Small Spot Mine“ beim Calamity Mesa, Uravan District, Mesa Co., Colorado, USA
- die „Opera Box Mine“ (Aztec Mine) im Gypsum Valley, Montrose County, Colorado, USA
- das zur „Greagor Group“ gehörende Vorkommen „Starlight No. 8“ im Bull Canyon, Uravan District, Montrose Co., Colorado, USA
- die „Peanut Mine“ im Bull Canyon, Uravan District, Montrose County, Colorado, USA
- die „Cripple Creek Mine“ (Cripple Creek No. 1), die „Fox Group“ (Fox Cistern), die „Golden Cycle Mine“ (Bowen), die „La Salle Mine“ (La Salle Group) und „Morrison Camp“, alle im Uravan District, Montrose Co., Colorado, USA
- die „Bitter Creek Mine“, die „J J Mine“, die „Jo Dandy Mine“ und die „Hummer Mine“, „Long Park“ sowie die „Mineral Joe No. 1 Mine“, alle im Paradox Valley, Uravan District, Montrose Co., Colorado, USA
- die „Veta Mad Mine“ (Veta Glad Mine) und die „West Sunday Mine“[32][33], beide im Slick Rock District, San Miguel County, Colorado, USA
- die „Tiny Mine“, Uravan District, San Miguel Co., Colorado, USA
- die „Gold Quarry Mine“ („Maggie Claims“, „Nevada Bureau of Mines & Geology Sample Site No. 1560“, „Deep West Ore Body“), Maggie Creek Subdistrict, Goldfördergebiet des „Carlin Trend“, Eureka County, Nevada, USA[34][35]
- das „Bisoni Property“ (Bisoni-McKay Property) und das „Gibellini Vanadium Project“ („VanNavSan Claim“) im Fish Creek Range, beide im Gibellini District, Eureka Co., Nevada, USA
- die „Carlin Gold Mine“, bei Elko im Lynn District, Eureka Co., Nevada, USA[34]
- die „Goldstrike Mines“, Eureka Co./Elko Co., Nevada, USA
- die F-33 Mine im Grants District, Cibola County, New Mexico, USA
- der „Ambrosia Lake Sub-District“ im Grants District, McKinley County, New Mexico, USA
- der „Shiprock District“ im San Juan County, New Mexico, USA
- die zu den „Eastside Mines“ zählende „Nelson Point Mine“ im Shiprock District, San Juan Co., New Mexico, USA
- „Post“ und andere Stellen im Crook County, Oregon, USA
- der „Edgemont Uranium District“ im Fall River County, South Dakota, USA
- die „Get Me Rich Mine“ im Craven Canyon, Edgemont Uranium District, Fall River County, South Dakota, USA
- „Flat Top Mesa“, „South Temple Wash“ und „Temple Mountain“, San Rafael District (San Rafael Swell), Emery County, Utah, USA
- die „Rex No. 2 Mine“ im Bereich des Temple Mountain, San Rafael District (San Rafael Swell), Emery Co., Utah, USA
- „Temple Rock Wash“ im San Rafael District (San Rafael Swell), Emery Co., Utah, USA
- der Jack Claim im La Sal District, North Mountain, La Sal Mountains, Grand County, Utah, USA
- „Polar Mesa“ im Polar Mesa District, Grand County, Utah, USA
- die zur „D-Day Mine Group“ gehörende „D-Day No. 2 Mine“ im Thompsons District (S. E. Thomsons), Grand Co., Utah, USA
- die „Cactus Rat Mine“ (Blue Bird), The Poison Strip, Thompsons District (S. E. Thomsons), Grand Co., Utah, USA
- die „Vanadium Queen Mine“ im La Sal District (Paradox Valley District), San Juan County, Utah, USA
- die „Blue Cap Mine“ im Lion Canyon, La Sal District (Paradox Valley District), San Juan Co., Utah, USA
- die „Evening Star Mine“ und die „Firefly–Pigmay Mine“, beide im La Sal Quadrangle, San Juan Co., Utah, USA
- „Holiday Mesa“ im Monument Valley District (Monumental District), Monument Valley, San Juan Co., Utah, USA
- die „Gray Dawn Mine“ (auch „Little Don Mine“ und „Grey Dawn“), Paradox Valley District, Paradox Valley, San Juan Co., Utah, USA
- der „Pumpkin Buttes District“ im Campbell County, Wyoming, USA
- die „Carlile Mine“ im „Northern Black Hills District“, Crook County, Wyoming, USA

Fundstellen für Hewettit aus Deutschland, Österreich und der Schweiz sind damit unbekannt.

## Verwendung
Hewettit ist aufgrund seiner Seltenheit nur für den Sammler von Mineralen von Interesse.